# He Dog

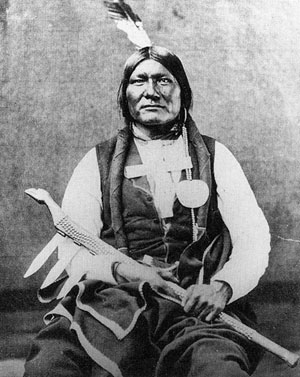
He Dog im Jahre 1877

He Dog (Lakota Šúŋka Bloká ‚Rüde‘; * 1838 am Cheyenne River in Nähe der Black Hills im späteren South Dakota; † 1936 in der Pine Ridge Reservation in South Dakota) war ein Häuptling der Oglala-Lakota-Sioux und Veteran des letzten großen Freiheitskampfes der nördlichen Prärieindianer gegen die US-Amerikaner in den 1860er und 1870er Jahren. An der Seite von Crazy Horse, mit dem er aufwuchs und lebenslang befreundet war, nahm er an vielen Auseinandersetzungen teil. In der anschließenden Reservationszeit gehörte He Dog als Vertreter seines Volkes verschiedenen Delegationen an, die mit US-amerikanischen Regierungsstellen verhandelten, und war in der Pine Ridge Reservation Richter des Court of Indian Offenses. Im Alter berichtete He Dog viel von seinem Leben und dem seines Volkes, was von verschiedenen (weißen) Personen aufgezeichnet wurde und eine wertvolle Quelle für Schriftsteller und Historiker darstellt.

## Familienverhältnisse
He Dog kam aus einer Häuptlings-Familie. Sein Vater hieß Black Rock (Schwarzer Felsen; Inyan Sápa), auch He Dog I genannt, seine Mutter, Blue Day Woman, war eine Schwester von Red Cloud (Rote Wolke; Maxpiya Luta). He Dog wuchs mit vielen Geschwistern auf. Black Rock hatte vier Söhne (He Dog, Lone Man, Bad Heart Bull, [Grant] Short Bull) mit Blue Day Woman, dazu kamen noch etwa sechs weitere aus einer anderen Verbindung. (Der bekannteste der Brüder neben He Dog ist wohl Bad Heart Bull (Bisonstier mit dem schlechten Herzen; Tatanka Chante Shicha), der als Historiker später die jährlichen Ereignisse im Stammesleben zeichnerisch auf einer Büffelhaut festhielt, was Winterzählung (winter count) genannt wurde und eine hohe Bedeutung besaß. Ein Sohn von ihm war der Maler und Historiker Amos Bad Heart Bull.)

## Jäger und Krieger
Um das Jahr 1860 herum wurde He Dog Anführer der Soreback Band, einer Abteilung des Lagerkreises der Oglala, von denen es insgesamt sieben gab. Zusammen mit seinem Freund Crazy Horse nahm er dann bis zu dessen Tod im Jahre 1877 an vielen Auseinandersetzungen mit US-Amerikanern und verfeindeten Indianerstämmen teil. In all ihren Kämpfen war He Dog immer der Stellvertreter von Crazy Horse. Die beiden Häuptlinge gehörten auch einem der Männerbünde (Akicita-Vereinigungen) an, die es in jeder Abteilung gab und die ursprünglich nur das Draufgängertum der Jugend zügeln sollten, die aber bald schon für Gesetz und Ordnung im Stammesleben sorgten und mehr Macht hatten als die nominellen Häuptlinge. (Die Vereinigung von He Dog und Crazy Horse hieß Crow Owners; andere Namen waren unter anderem Brave Hearts, Kit Foxes oder Lance Owners.) Dazu waren sie auch Hemdträger (shirt wearers), die die Ausführung von Anordnungen eines Ältestenrates, dessen Mitglieder Dickbäuche (Big Bellies) hießen, durchzusetzen hatten. Diese sinnvolle Einrichtung, die die Erfahrung der Alten zur Geltung brachte, war von den Oglala im Sommer 1865 wiedereingeführt worden. Sie hatte schon einmal zu Beginn des Jahrhunderts bestanden, war dann aber irgendwann außer Kraft gesetzt worden. Die Hemdträger hatten hohe Befugnisse und waren in äußersten Fällen berechtigt, Aufsässige zu töten. (Weitere Hemdträger der Oglala waren unter anderem Young Man Afraid of His Horses und American Horse.)
Von 1866 bis 1868 nahmen He Dog und Crazy Horse in Red Clouds Krieg an vielen Auseinandersetzungen teil. So kämpften sie in der Schlacht der Hundert Erschlagenen, von den Weißen Fetterman-Gefecht genannt, wo sie zu den Lockvögeln gehörten, die Captain (Hauptmann) Fetterman mit seinen Leuten ins Verderben führten.
Nachdem Red Clouds Krieg mit dem Vertrag von Fort Laramie 1868 beendet worden war, herrschte einige Jahre lang Waffenruhe zwischen dem US-Militär und den Sioux auf den Plains. In dieser Zeit führten He Dog und Crazy Horse hin und wieder kleinere Überfälle auf feindliche Indianer aus. Im Sommer 1871 aber bereiteten sie eine große Jagd- und Kriegsexpedition nach altem Brauch gegen die Crow vor, an der auch Frauen teilnehmen sollten, die das Lagerleben zu organisieren hatten. In dem Kriegszug wurden die heiligen Lanzen der Crow-Owners-Akicita mitgeführt und von He Dog und Crazy Horse vorangetragen. Diese Lanzen, die sicherlich einige hundert Jahre alt waren, besaßen eine große Zauberkraft, und solange sie im Besitz der Oglala waren, konnte ihnen nichts geschehen. Während des Zuges stießen sie zwischen dem Bighorn und Little Bighorn auf ein großes Crow-Lager, das sie angriffen und dabei Pferde erbeuteten. Die Crow machten einen Gegenangriff, holten einige Pferde zurück, aber schließlich gaben sie den Kampf auf und flohen zu ihrer Agentur am Little Bighorn, wo sie im Schutz von Soldaten lagerten. Dort hatten sie noch eine Woche lang unter sporadischen Angriffen der Oglala zu leiden, die dann nach ihrer Rückkehr einen großen Siegestanz abhielten. Als sie die Crow ins Lager zurückjagten  hieß bei Bad Heart Bull in diesem Jahr die Winterzählung, die er auf eine Büffelhaut zeichnete.
Im Sommer 1872 gab es wieder einen ersten Kampf mit den Weißen. Der Grund war das Vordringen der Northern Pacific Railroad nach Westen bis zum Missouri, wo an der Endstation der Ort Bismarck entstand. Die Feldmesser, die dafür das Gelände aufnahmen, wurden von Soldaten geschützt. Die Fertigstellung der Northern Pacific längs des Yellowstones musste das Schicksal der noch freien Sioux besiegeln, denn mit der Union Pacific im Süden würden sie eingeschlossen sein und ihre Büffel ausgerottet werden. Wenn sie nicht verhungern wollten, mussten sie sich dann zwangsläufig zu den Agenturen begeben und ergeben. Diese Gefahr war von den Häuptlingen der Sioux wie Sitting Bull und Crazy Horse erkannt worden, und so waren sie mit Kriegern aller Lakota-Stämme in das Gebiet gezogen, um Widerstand zu leisten. Als dann General Sherman im August ein Kavallerieregiment am Yellowstone einsetzte, wurde es von den Sioux angegriffen. Die Auseinandersetzung hatte keine nennenswerten Ergebnisse, aber immerhin hatten die Sioux hier demonstriert, dass sie um ihre Freiheit jederzeit kämpfen würden; im nächsten Jahr folgten weitere Kämpfe in diesem Gebiet. — Der immer größer werdende Landhunger (Black Hills) der US-Amerikaner bestimmte dann in den nächsten Jahren ihre Politik, die die Lage der freien Sioux immer mehr verschärfte. Im Dezember 1875 wurden die Sioux- und Cheyenne-Agenten von den US-Behörden angewiesen, sämtliche außerhalb der Reservate lebenden Indianer aufzufordern, sich bis zum 31. Januar 1876 bei ihren Agenturen einzufinden; die dem nicht Folge leisteten, würden vom Militär dann dazu gezwungen werden.
Anfang März 1876 beschloss He Dog dem Befehl der Regierung zu folgen und mit der Soreback Band zur Agentur von Red Cloud zu gehen. Er schloss sich dazu einer Abteilung Cheyenne unter Häuptling Old Bear an, die sich ebenfalls stellen wollte. Seinen Schritt begründete er vor Crazy Horse damit, dass die Frauen alle Angst hätten und die kleinen Kinder im hohen Schnee nicht fortlaufen könnten, wenn die Soldaten kämen. (Da er um diese Zeit geheiratet hatte, wird auch dieser Umstand bei seinem Entschluss eine Rolle gespielt haben; er wurde in diesem Jahr Vater einer Tochter; später folgte noch ein Sohn.) Unterwegs wurde das Lager von He Dog und Old Bear am Morgen des 16. März von einer Vorhut (Joseph J. Reynolds) des Generals Crook angegriffen. He Dog und fast alle übrigen konnten sich aber in Sicherheit bringen und zu den freien Indianern zurückkehren, die sich den Häuptlingen Sitting Bull und Crazy Horse angeschlossen hatten, um den zweifellos bevorstehenden Krieg mit der US-Armee aufzunehmen.
Im Juni 1876 siegten die Sioux und ihre Verbündeten (Cheyenne u. a.) in den Schlachten am Rosebud Creek und am Little Bighorn. Aber die Wirkung dieser Erfolge hielt nicht lange vor. Nachdem die US-Behörden zuerst mit Drohungen (Einstellung der zugesagten Lieferungen u. a.) die unfreien Indianer in den Reservaten gezwungen hatten, die Black Hills abzutreten, wurden von September an die noch freien Indianer von der US-Armee vehement verfolgt und die meisten von ihnen binnen eines Jahres gezwungen, in der Great Sioux Reservation bei ihren Agenturen zu leben.

Der Mord an Crazy Horse am 5. September in Fort Robinson: Bild von Amos Bad Heart Bull nach 1890

He Dog (links außen stehend) als Mitglied einer Oglala-Delegation, die im Herbst 1877 in Washington war

Am 6. Mai 1877 ergab sich Crazy Horse mit seinen Leuten in Fort Robinson in Nebraska. He Dog und Little Big Man ritten an seiner Seite, als sie beim Fort ankamen, hinter ihnen folgten insgesamt 859 Oglala. (Red Cloud, der nun schon lange in der Reservation lebte und den US-Amerikanern in vielem zu Diensten war, hatte Crazy Horse zur Aufgabe überredet und zum Fort geleitet.) In den nächsten Monaten vollzog sich dann das Drama um Crazy Horse, dessen Stoff alles enthielt: Hass, Verrat, Eifersucht, Intrige und Tod. He Dog und Crazy Horse begegneten sich zum letzten Mal am Todestag von Crazy Horse in Fort Robinson. Sie begrüßten sich und He Dog meinte, dass Crazy Horse auf sich aufpassen sollte, da dies hier ein sehr gefährlicher Ort für ihn sei. 
Bald nach dem Tode von Crazy Horse reiste He Dog als Mitglied einer Sioux-Delegation nach Washington. Nach seiner Rückkehr beschlossen er und seine Leute, wieder frei zu leben, und so verließ noch vor Ablauf des Jahres die Soreback Band die Reservation und zog nach Kanada, wo sie sich Sitting Bull anschloss.

## Funktionär und Erzähler

He Dog im Jahre 1891

Im Laufe des Jahres 1880 kehrte He Dog mit der Soreback Band wieder in die Vereinigten Staaten zurück und stellte sich in Fort Keogh in Montana. In den nächsten Jahren siedelte er mit seinen Leuten bei der Standing Rock Agentur. Als 1889 die Great Sioux Reservation in sieben Reservate aufgeteilt wurde, zog er in die Pine Ridge Reservation, wo er bis zum Ende seines Lebens lebte und wirkte. Die 1890 aufkommende Geistertanzbewegung scheint er wie sein Onkel Red Cloud abgelehnt zu haben; es ist jedenfalls keine Mitwirkung von ihm bei diesem Phänomen überliefert.
Im Laufe der Zeit ist He Dog wohl öfter als Mitglied von Sioux-Delegationen in Washington gewesen und hat dort vor US-Behörden die Interessen seines Volkes vertreten. An dem im Jahre 1892 in der Pine Ridge Reservation eingerichteten Gerichtshof (Court of Indian Offenses) wurde er als Richter eingesetzt. In dieser Eigenschaft wurde er zusammen mit zwei weiteren Kollegen im Sommer 1909 von dem amerikanischen Maler und Ethnologen Frederick Weygold in Pine Ridge fotografiert. Die drei Männer tragen Hüte und Anzüge und wirken auf dieser Aufnahme recht distinguiert.
He Dog hat eine ganze Reihe von Berichten von seinem Leben und der Geschichte seines Volkes abgegeben, die von Autoren wie Walter Mason Camp, Mari Sandoz oder Eleanor Hamlin Hinman aufgeschrieben wurden und für ihre Arbeiten wichtige Informationsquellen waren. Bis ins hohe Alter hinein hat He Dog ein großes Erinnerungsvermögen besessen, was unter anderem von Eleanor Hamlin Hinman bezeugt wird. Sie besuchte ihn (zusammen mit Mari Sandoz) im Sommer 1930 in Pine Ridge und sagte später von ihm: «Trotz seiner zweiundneunzig Jahre besitzt He Dog ein bemerkenswertes Gedächtnis. Er ist das lebende Depositorium für die Stammesgeschichte und die alten Bräuche der Oglala. Jeder, der anderen Alten irgendwelche Fragen über diese Dinge stellt, wird an ihn verwiesen: ‹He Dog erinnert sich bestimmt daran.›»